# Aegus acuminatus
Aegus acuminatus is een keversoort uit de familie vliegende herten (Lucanidae). De wetenschappelijke naam van de soort is voor het eerst geldig gepubliceerd in 1801 door Johann Christian Fabricius.